# Фонд молодежи Азербайджана
Фонд молодежи Азербайджана — является учреждением, обеспечивающее стимулирование деятельности, связанной с политикой молодежи в Азербайджане, направленной на науку, образование, культуру и другие социальные сферы, а также финансирование проектов и программ, реализуемых на международном уровне, в форме грантов.

## История
Молодежный фонд Азербайджанской Республики был создан Указом Президента Азербайджанской Республики Ильхамом Алиевым от 7 февраля 2011 года. Ранее фонд действовал при Министерстве молодежи и спорта Азербайджана.
7 марта 2018 года название было изменено на Фонд молодёжи Азербайджана.

## Деятельность
Основными направлениями деятельности являются участие в формировании и реализации государственной политики в сфере молодежи, в том числе:
1. Участие в разработке нормативных правовых актов в сфере молодежной политики.
2. Поддерживание инновационных идей молодежи, молодежных организаций, а также органов государственной власти и местного самоуправления, участвующих в реализации молодежной политики в научно-прикладной, социально значимой и управленческой сфере.
3. Обеспечивание активного участие молодежи в социально-экономической, общественно-политической и культурной жизни страны, принятие мер по стимулированию и повышению ее инициативы.
4. Участие в подготовке и реализации международных соглашений связанных с деятельностью Фонда, сторонником которых является Азербайджанская Республика.

- Организация и реализация проектов и грантовое финансирование в сфере молодежной политики в соответствии с целями, установленными уставом.

### Международная деятельность
- В 2020 году Фонд совместно с Детским фондом ООН организовал Международную молодёжную конференцию «За лучший мир».
- Совместно с BP организовал «Виртуальный национальный конкурс Enactus Азербайджан 2020»
- В 2020 г. состоялся I Республиканский чемпионат по виртуальным дебатам, организованный Общественным объединением «Гражданские дебаты» на тему COVID-19.
- 14 августа 2020 года Фондом молодёжи Азербайджана был организован онлайн-форум на тему «Военная агрессия Армении против Азербайджана и армянские провокации. Роль молодёжи в донесении азербайджанской правды до мира».
- Фонд молодежи Азербайджана тесно взаимодействуя с Молодежным фондом Турции (TÜGVA) активно участвовал в гуманитарной деятельности, после землетрясения в Турции 2023 г.[3]

### Грантовые конкурсы
- В 2020 году Молодежный фонд провел грантовый конкурс индивидуальных проектов молодежи "Сделай идею реальностью".
- 10 апреля 2020 года в рамках сотрудничества Фонда Молодежи Азербайджанской Республики и Азербайджанского Представительства ЮНИСЕФ, при финансовой поддержке Агентства международного развития (USAID) стартовала кампания по информированию молодежи о коронавирусе.

Грантовые конкурсы фонда в последнее время направлены на поддержку инновационных решений в области цифровых технологий и раскрытие творческого потенциала молодежи.

## Руководство
Фондом молодежи Азербайджана управляют Наблюдательный совет и Исполнительный директор.
Наблюдательный совет осуществляет общее управление и контроль фонда. Совет состоит из девяти членов, включая его председателя. Члены Совета назначаются и освобождаются от должности Президентом Азербайджанской Республики. Срок полномочий членов Совета – 4 года.